# Абрамов Семен Семенович
Семен Семенович Абрамов (біл. Сямён Сямёнавіч Абрамаў; 7 листопада 1938, с. Глибоцьке, нині Гомельський район, Білоруська РСР — 3 квітня 2017, Вітебськ, Білорусь) — радянський та білоруський ветеринар; доктор ветеринарних наук, професор Вітебської державної академії ветеринарної медицини; Заслужений працівник освіти Республіки Білорусь (1999).

## Біографія
Народився 7 листопада 1938 року в селі Глибоцьке (нині — Гомельського району Гомельської області).
У 1960 році закінчив Вітебський ветеринарний інститут (нині Вітебська державна академія ветеринарної медицини) за спеціальністю «ветеринарія» та із кваліфікацією «ветеринарний лікар». Працював у Слуцькому районі: завідував ветеринарною ділянкою, був ветеринарним лікарем Слуцької ветлікарні, директором Слуцької міської ветеринарної станції.
У 1969 році закінчив аспірантуру при кафедрі внутрішніх незаразних хвороб Вітебського ветеринарного інституту, після чого викладав в тому ж інституті; асистент, з 1971 року — доцент кафедри патології і терапії; в 1988—1990 роках — професор кафедри внутрішніх незаразних хвороб сільськогосподарських тварин. Одночасно був деканом факультету ветеринарної медицини (1988—1990), першим проректором академії (1995—2001), завідував кафедрою внутрішніх незаразних хвороб сільськогосподарських тварин (2006—2008).
Помер 3 квітня 2017 року у Вітебську.

## Наукова діяльність
У 1969 році захистив кандидатську, в 1986 році — докторську дисертації. Доцент (1971), професор (1988).
Основні напрямки досліджень Абрамова С. С.:
- лікування та профілактика хвороб сільськогосподарських тварин, що протікають з порушенням обміну речовин;
- вплив фізичних і фармакологічних засобів на природну резистентність у великої рогатої худоби.

### Вибрані праці
- Абрамов С. С., Белко А. А., Мацинович А. А., Курдеко А. П., Коваленок Ю. К., Саватеев А. В. Перекисное окисление липидов и эндогенная интоксикация у животных (значение в патогенезе внутренних болезней животных, пути коррекции). — Витебск: УО ВГАВМ, 2007. — 208 с.
- Абрамов С. С., Курдеко А. П., Белко А. А., Коваленок Ю. К., Мацинович А. А., Петров В. В., Иванов В. Н. Лечение животных при внутренней патологии с использованием препаратов отечественного производства: практическое руководство. — Витебск: УО ВГАВМ, 2005. — 199 с.
- Абрамов С. С., Курдеко А. П., Белко А. А., Самсонович В. А., Коваленок Ю. К., Мацинович А. А., Иванов В. Н., Кучинский М. П. Общая терапия животных: руководство для студентов факультетов ветеринарной медицины, учащихся ветеринарных отделений ССУЗов и ветеринарных специалистов / Витебская государственная академия ветеринарной медицины. — Витебск: УО ВГАВМ, 2005. — 188 с.
- Ятусевич А. И., Андросик Н. Н., Абрамов С. С., Максимович В. В. Новое в патологии животных. — Минск: Техноперспектива, 2008. — 403 с.

## Нагороди
- Заслужений працівник освіти Республіки Білорусь (1999)
- орден Пошани (2015)
- Почесні грамоти Мінсільгосппроду, Міністерства освіти, ВАК РБ, Управління ветеринарії України, Московської академії ветеринарної медицини, Белоцерківського аграрного університету (Україна).